# Eduard I de Bar
Eduard I de Bar nascut cap a 1295, mort el novembre 1336 a Famagusta, va ser comte de Bar de 1302 a 1336. Era fill d'Enric III, comte de Bar, i d'Elionor d'Anglaterra.

## Biografia
Vers el 1298, la seva mare Elionor d'Anglaterra va morir quan encara era infant. El seu pare, el comte Enric III, va morir el 1302 a Nàpols després d'un enfrontament contra forces de Frederic I de Sicília. Encara que el seu avi matern Eduard I, rei d'Anglaterra, va intentar fer-se designar regent del comtat, la regència fou finalment assegurada pels seus oncles, Joan, senyor de Puisaye, Teobald de Bar, bisbe de Lieja i Renald, bisbe de Metz.
El 1310, a l'edat de quinze anys, es va casar amb Maria de Borgonya, una de les filles del duc de Borgonya Robert II i d'Agnès de França. Eduard fou declarat major de resultes del seu matrimoni. En una batalla a Frouard, fou fet presoner el 1313 pel duc de Lorena Ferri IV. Eduard fou alliberat alguns mesos més tard de resultes del pagament d'un enorme rescat de 90.000 llibres, pagat en part amb els diners messins. Fou a l'origen de la construcció de la farga hidràulica de Moyeuvre-grande el 1323. El 1324, es va llançar a l'anomenada guerra dels quatre senyors contra la ciutat de Metz, tant per anul·lar els seus deutes, contrets per pagar el seu rescat, com per fer valer drets senyorials.
Va marxar llavors cap a l'Orient, amb Felip III de Namur i d'altres senyors del Sacre Imperi, amb la intenció de fer croada. Va desembarcar a l'illa de Xipre. L'expedició va anar malament i els habitants de Famagusta els van massacrar.

## Fills
De Maria de Borgonya va tenir:
- Enric IV († 1344), comte de Bar
- Elionor († 1332), casada el 1330 amb Raül († 1346), duc de Lorena
- Beatriu, casada amb Guiu I Gonzaga († 1369), senyor de Màntua